# Walter B. Cannon

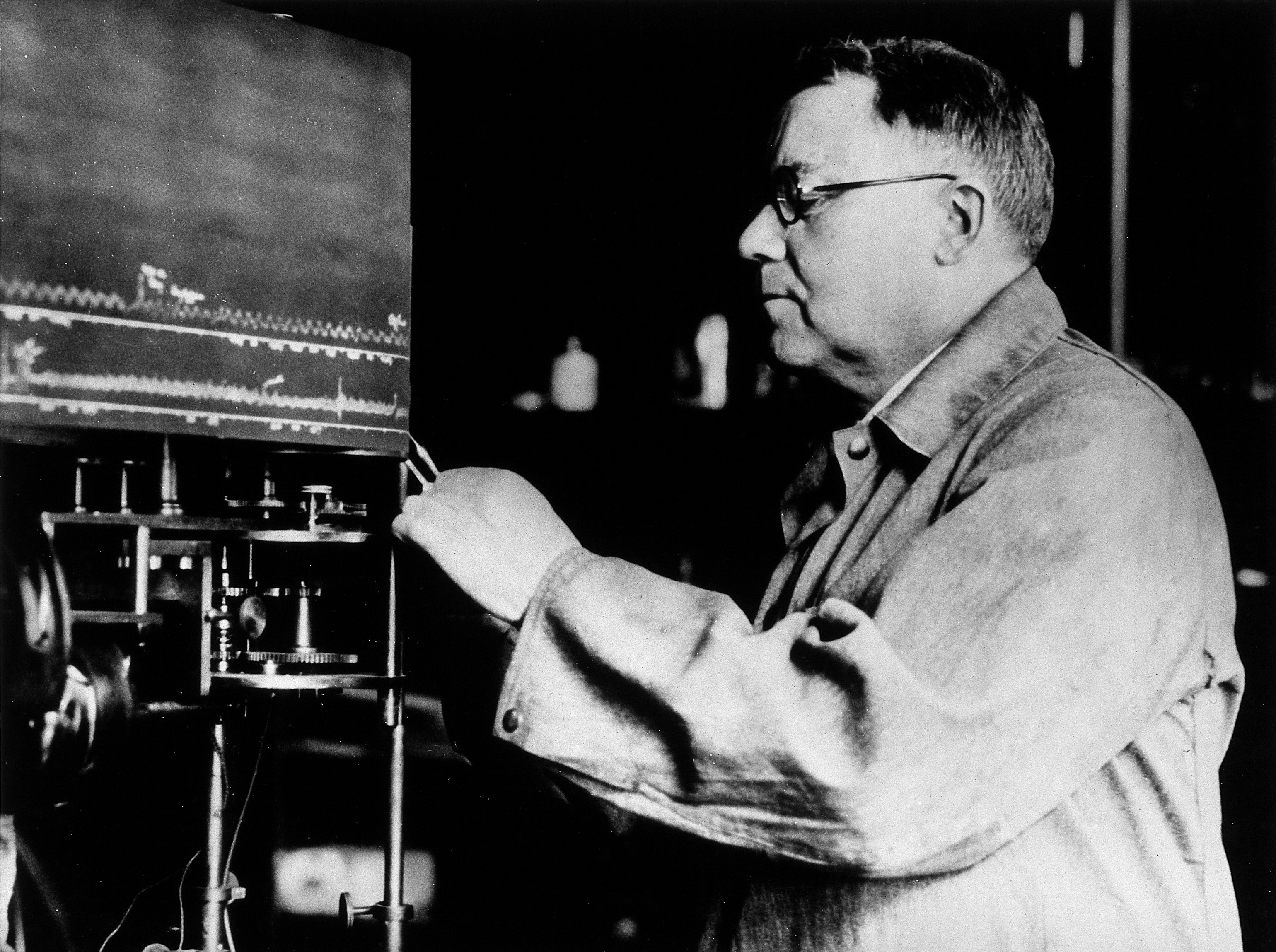
Walter Bradford Cannon

Walter Bradford Cannon (* 19. Oktober 1871 in Prairie du Chien, Wisconsin; † 1. Oktober 1945 in Franklin, New Hampshire) war ein US-amerikanischer Physiologe und Psychologe.

## Leben und Forschung

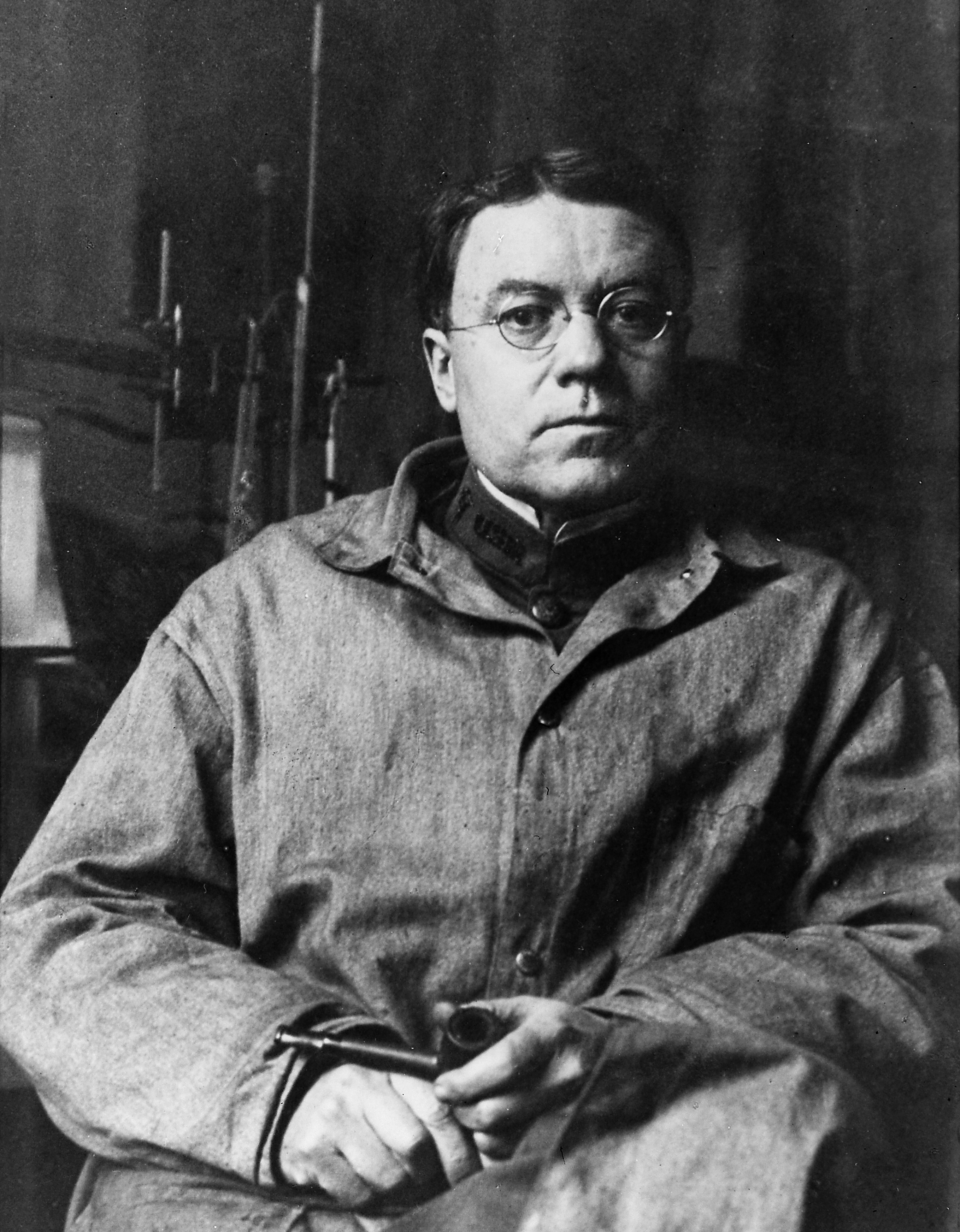
Walter Bradford Cannon

Walter B. Cannon, Sohn eines Eisenbahners, studierte am Harvard College bis 1896 Biologie und wurde dort 1897 promoviert. Von 1896 bis 1900 hatte er die Harvard Medical School besucht. Er unterrichtete dort Zoologie und wurde 1902 Assistant Professor.
Im Jahr 1906 wurde er Nachfolger von Henry Pickering Bowditch als George Higginson Professor of Physiology an der Harvard University. Diese Professur für Physiologie behielt er bis 1942.
Während des Ersten Weltkrieges (ab 1914) diente er als Präsident der American Physiological Society und beschäftigte sich mit dem Traumatischen Schock als Reaktion auf Bedrohung, unter dem viele Soldaten litten.
In den 1930er Jahren erforschte er mit Arturo Rosenblueth Katecholamine und bezeichnete 1933 das Adrenalin als Sympathin. Er prägte den Begriff Fight-or-flight-Response, der die Reaktion von Tieren auf Bedrohung beschreibt, und veröffentlichte zu dem Thema (1915) Bodily Changes in Pain, Hunger, Fear and Rage.
Das Konzept der Homöostase (homoestasis) entwickelte er in seinem Buch The Wisdom of the Body (1932).
Die Cannon-Bard-Theorie – die Cannon mit seinem Schüler Philip Bard (1898–1977) erarbeitete – besagt, dass ein „Emotionsreiz“ zwei gleichzeitig ablaufende Reaktionen hervorbringt, die physiologische Erregung und die Wahrnehmung der Emotion. Keine der beiden Reaktionen bedingt die andere. Die Theorie geht davon aus, dass die körperlichen Prozesse von den psychologischen unabhängig sind.
1906 wurde Cannon in die American Academy of Arts and Sciences und 1908 in die American Philosophical Society gewählt. Im Jahr 1914 wurde er in die National Academy of Sciences sowie 1932 in die Leopoldina aufgenommen und 1939 zum auswärtigen Mitglied der Royal Society gewählt. 1930 wurde er Ehrenmitglied (Honorary Fellow) der Royal Society of Edinburgh und 1942 der damaligen Akademie der Wissenschaften der UdSSR. 1934 hielt Cannon die George M. Kober Lecture.
Cannon stellte seine Röntgen-Untersuchungen zum Schluck- und Verdauungsvorgang mit den Röntgen-Kontrastmitteln Bariumsubnitrat und Bariumsulfat an. Er starb 1945 an Strahlenkrebs.

## Schriften (Auswahl)
- The mechanical factors of digestion. London 1911.
- Bodily Changes in Pain, Hunger, Fear and Rage: An Account of Recent Researches into the Function of Emotional Excitement. Appleton, New York 1915.
- The James-Lange theory of emotion: A critical examination and an alternative theory. In: American Journal of Psychology, 39, 1927, S. 106–124.
- mit H. F. Newton, E. M. Bright, V. Menkin und R. M. Moore: Some aspects of the physiology of animals surviving complete exclusion of sympathetic nerve impulses. In: American Journal of Physiology. Band 89, 1929, S. 84–107.
- The Wisdom of the Body. W. W. Norton, New York 1932.
- Der Weg eines Forschers. Erlebnisse und Erfahrungen  eines Mediziners, München 1945